# Sebhelyek (film)
A Sebhelyek (eredeti cím: Exit Wounds) 2001-ben bemutatott amerikai akciófilm, melyet Andrzej Bartkowiak rendezett, John Westermann Exit Wounds című regénye alapján. A főbb szerepekben Steven Seagal, DMX, Isaiah Washington, Anthony Anderson, Michael Jai White, Bill Duke és Jill Hennessy látható. 
Egy öntörvényű és erőszakos rendőrt felettesei büntetésből Detroit legrosszabb körzetébe helyezik át, ahol szövevényes összeesküvési ügybe keveredik.
Az Öld meg Rómeót! (2000) után ez volt a rendező és Joel Silver filmproducer második olyan filmje, mely a harcművészeti jeleneteket hiphop zenével ötvözte és hasonló szereplőgárdát vonultatott fel. Harmadik filmjük, a Bölcsőd lesz a koporsód 2003-ban jelent meg.
Az Amerikai Egyesült Államokban 2001. március 16-án mutatták be a mozikban a Warner Bros. Pictures forgalmazásában. Bár kritikai fogadtatása vegyes volt, a 33 millió (más források szerint 50 millió) dollárból készült film világszerte közel 80 millió dolláros bevételt termelt.

## Cselekmény
A hirtelen haragú, renitens Orin Boyd nyomozóként dolgozik a detroiti rendőrség 21. körzetében. Felettesei parancsait megtagadva egy merényletkísérlet során önálló akcióba kezd és megmenti az amerikai alelnök életét, végezve a fegyveres támadókkal. Büntetésből Frank Daniels százados Detroit legrosszabb hírű, 15. körzetébe helyezteti át a nyomozót.
Új felettese, az egykor a belső elhárításnál dolgozó Annette Mulcahy parancsnok tud Boyd rossz híréről a testületben és közli vele, hogy nem fogja eltűrni a fegyelemsértést. Mulcahy egy dühkezelő csoportba küldi Boydot, ahol a nyomozó megismerkedik egy talk show házigazdájával, Henry Wayne-nel. Boyd felfigyel Latrell Walker drogdíler és társa, a bőbeszédű T.K. Johnson gyanús tevékenységére, akik épp egy Matt Montini nevű férfival próbálnak üzletet kötni. Rövid küzdelem után Boyd felfedezi, hogy Montini beépített rendőr, célja Walker elfogása volt, de Boyd tönkretette az akciót. 
A kapitányságon Boyd verekedésbe keveredik Montini nagydarab és agresszív társával, Useldingerrel, de Lewis Strutt őrmester idejében közbeavatkozik. Boyd tanúja lesz egy ötmillió dolláros heroinrablásnak a rendőrségi bizonyítékok raktárában és új társával, George Clark-kal ráállnak Walker és T.K. megfigyelésére. Walkerről egyelőre csak annyit tudnak meg, hogy rendszeresen meglátogatja a börtönben lévő Shaun Rollinst. Henry kideríti, hogy Walker nem drogdíler, hanem egy dollármilliárdos számítógépes szakember, valódi neve Leon Rollins – Shaun pedig az öccse. Boyd konfrontálódik Leonnal, aki elmeséli neki a korábbi eseményeket: egy csoport korrupt rendőrnek kellett egy bűnbak egy balul elsült drogüzlethez, ezért Shaunt vádolták meg és juttatták börtönbe. Strutt-ról kiderül, ő a drogkereskedéssel foglalkozó korrupt rendőrök vezetője, Montini és Useldinger is neki dolgozik. Leon és barátnője, Trish titkos felvételeket készített a bandáról, azzal a céllal, hogy bizonyítékokat szerezzenek Shaun ártatlanságára és kijuttassák a börtönből.
Boyd egy parkolóban találkozik Mulcahyval, tájékoztatva a nőt beosztottjai korruptságáról. Montini, Useldinger és embereik megtámadják őket, Mulcany életét veszti az autós üldözésben, de Boydnak sikerül elmenekülnie. A nyomozó felhívja Franket és közli vele, Strutt egy órán belül találkozót tart egy raktárban, ahol a lopott heroin eladására kerül sor. Strutt Leonnak és T.K.-nak akarja eladni a kábítószert. Frank beleegyezik, hogy erősítést szerez és a helyszínen lesz. 
Boyd és Frank megjelenik a raktárban, de Strutt elárulja, hogy végig Frank állt a drogüzlet hátterében. Clark társa megmentésére sietve erősítést hoz, vele van Hinges rendőrfőnök is. Useldinger rálő Boydra, de Clark lelövi a korrupt rendőrt. Hinges végez Frankkel. Egy verekedést követően Strutt elmenekül a pénzzel a háztetőre, ahol egy helikopter várja. Montini látszólag legyőzi Leont egy verekedésben, de Leon egy törött üveggel megsebzi ellenfelét, majd felnyársalja egy ruhafogasra. Boyd a helikopter kötélhágcsójának végét beakasztja a tető egy kiálló részére, így a hágcsón álló Strutt a mélybe zuhan és egy fémcső átszúrja a testét, megölve őt.
Leon átadja Hingesnek a rendőri korrupciót és Shaun ártatlanságát bizonyító videófelvételt. Hinges nem hiszi, hogy a bíróságot érdekelni fogja a szalag, ezért már korábban elintézte Shaun szabadon engedését. Boyd nyomozóként a 15. körzetben marad, míg T.K. műsorvezetőként Henry társa lesz annak talkshowjában.

## Szereplők
| Színész            | Szerep                        | Magyar hang           |
| ------------------ | ----------------------------- | --------------------- |
| Steven Seagal      | Orin Boyd nyomozó             | Szakácsi Sándor       |
| DMX                | Leon Rollins / Latrell Walker | Bede-Fazekas Szabolcs |
| Isaiah Washington  | George Clark nyomozó          | Rajkai Zoltán         |
| Jill Hennessy      | Annette Mulcahy parancsnok    | Varga Klári           |
| Anthony Anderson   | T.K. Johnson                  | Gesztesi Károly       |
| Michael Jai White  | Lewis Strutt őrmester         | Barabás Kiss Zoltán   |
| David Vadim        | Matt Montini nyomozó          | Széles László         |
| Matthew G. Taylor  | Useldinger nyomozó            | Jászai László         |
| Paolo Mastropietro | Parker nyomozó                |                       |
| Shane Daly         | 'Fitz' nyomozó                |                       |
| Bill Duke          | Hinges rendőrfőnök            | Papp János            |
| Tom Arnold         | Henry Wayne                   | Borbély László        |
| Bruce McGill       | Frank Daniels százados        | Ujlaki Dénes          |
| Eva Mendes         | Trish                         | Agócs Judit           |
| Drag-On            | Shaun Rollins                 | Betz István           |
| Jennifer Irwin     | Linda, terapeuta              | Kocsis Judit          |

## Fordítás
- Ez a szócikk részben vagy egészben  az   Exit Wounds című angol Wikipédia-szócikk fordításán alapul.  Az eredeti cikk szerkesztőit annak laptörténete sorolja fel. Ez a jelzés csupán a megfogalmazás eredetét és a szerzői jogokat jelzi, nem szolgál a cikkben szereplő információk forrásmegjelöléseként.